# Церква Успіння Пресвятої Богородиці (Савчиці)
Церква Успіння Пресвятої Богородиці в Савчинцях — парафія і храм 2-го Кременецького благочиння Тернопільської єпархії Православної церкви України в селі Савчиці Кременецький району Тернопільської области.

## Історія церкви
У 1990 році громада села вирішила збудувати храм. Того ж року, на свято Успіння Пресвятої Богородиці, єпископ РПЦ Сергій освятив місце під майбутню церкву.
Будівництво розпочалося у 1991 році, значну допомогу надали тодішній голова колгоспу Якубовський та Г. Морозюк. Богослужіння почалися у 1994 році.
30 вересня 1994 року, на свято мучениць Надії, Віри та Любові, храм освятив архієпископ Тернопільський і Кременецький Яків.
У 1996 році парафію відвідав Патріарх Київський і всієї Руси-України Філарет.

## Парохи
- о. Петро Левко,
- о. Сергій Іелевич (1996—2008),
- о. Михайло Чаплій.